# 耶路撒冷轻轨

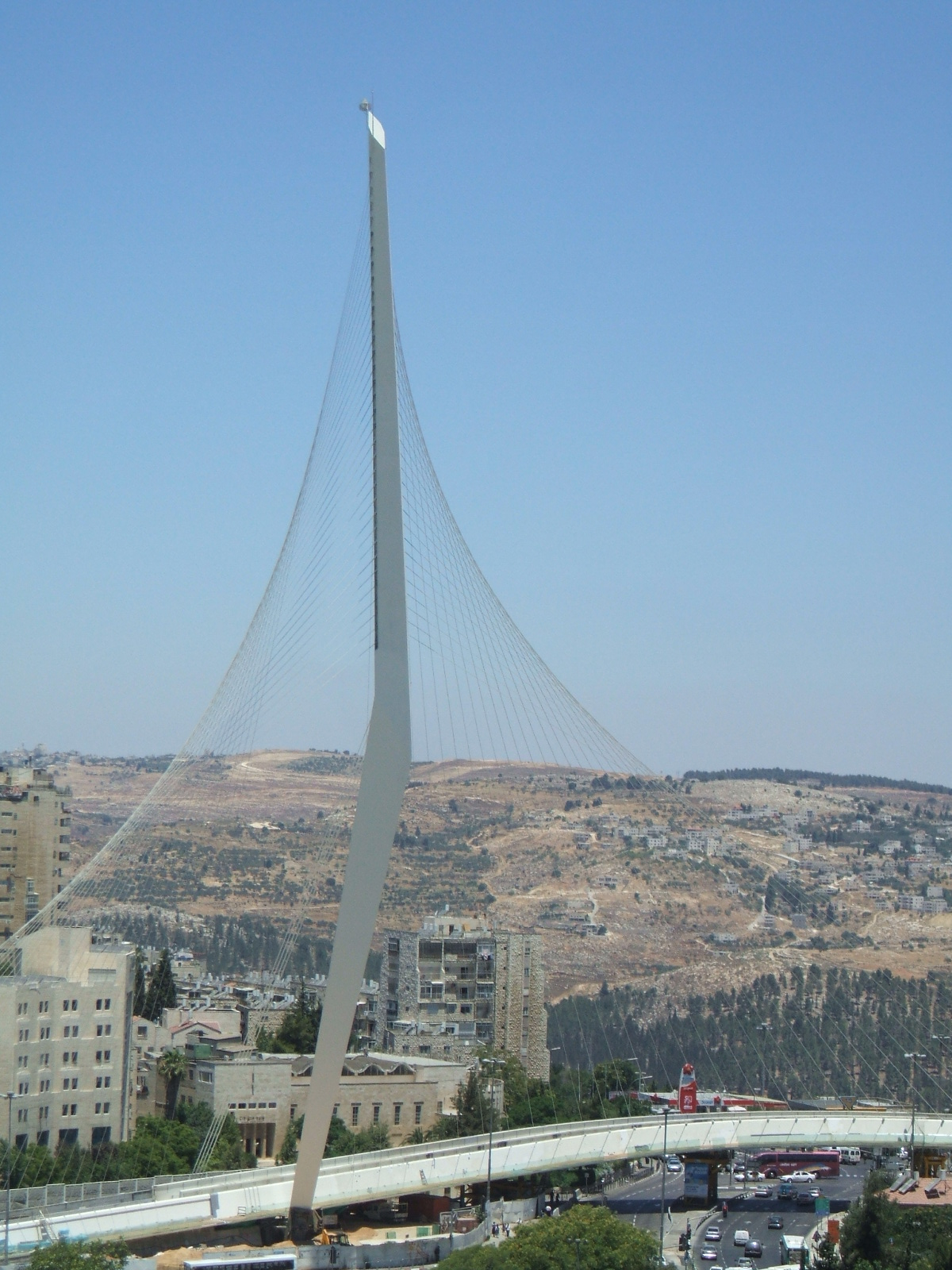
耶路撒冷輕軌列車行駛的弦橋

耶路撒冷轻轨（希伯來語：‎），为一轻轨线路，为以色列第一个城市轨道交通系统。耶路撒冷轻轨2002年开始建设，2010年完工。耶路撒冷轻轨在2011年8月開始投入服務，12月1日正式运营。目前，该轻轨系统全长13.9公里（8.6英里），设有23个站点。

## 車輛
- 阿爾斯通Citadis302：2009年版，共46列。